# Пікшень
Пікшень (рос. Пикшень, ерз. Пекшня, Пикшня веле) — село в Росії, у Нижньогородській області; адміністративний центр Пікшенської сільської ради Большеболдинського муніципального району.

## Географія
Село розташоване уздовж річки Еча.

## Населення
Станом на 2010-й рік населення складає 508 осіб. У національному складі переважають ерзяни.

## Відомі уродженці
Тут народився відомий ерзянський письменник і перекладач — Павло Любаєв.